# Superfast Ferries
Superfast Ferries è una compagnia di navigazione appartenente al Gruppo Attica (Attica Group). È stata fondata nel 1993 da Pericles Panagopulos, armatore già attivo nei settori delle crociere e delle bulk carrier, e da suo figlio Alexander Panagopulos.
La compagnia opera con navi ro-ro passeggeri nei collegamenti tra Italia e Grecia.

## Storia

### Primi anni

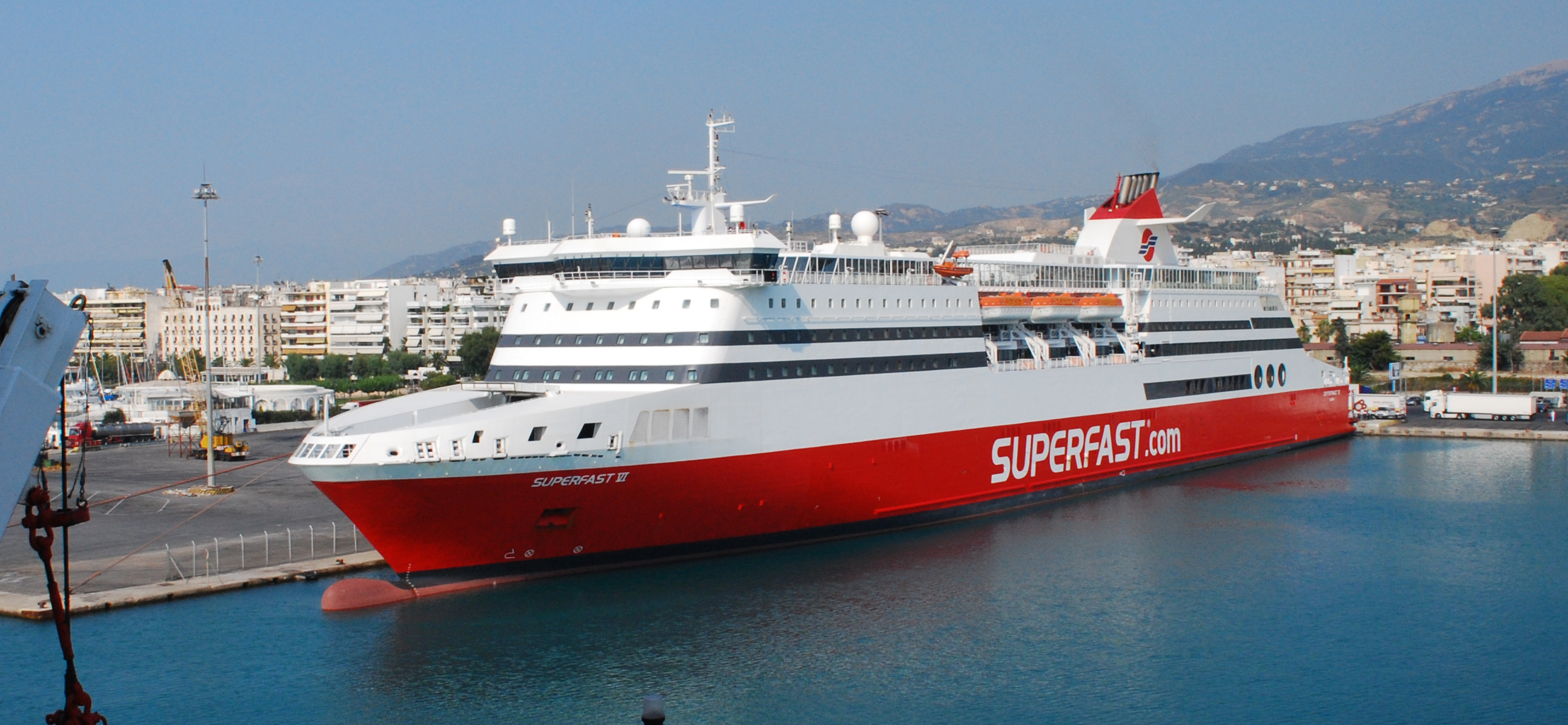
La Superfast VI a Patrasso nel 2009.

Nel gennaio 1992 Pericles Panagopulos, armatore già proprietario negli anni '70 e '80 della compagnia crocieristica Royal Cruise Lines e in seguito attivo anche nel settore delle bulk carrier, acquistò la Attica Flour Mills, una compagnia fondata nel 1918 e quotata alla borsa di Atene. Rinominata la compagnia Attica Enterprises, Panagopoulos la utilizzò l'anno seguente per ordinare due navi traghetto passeggeri ai cantieri Schichau Seebeckwerft di Bremerhaven. Le due navi erano pensate per iniziare un innovativo servizio rapido tra Italia e Grecia, riducendo i tempi di percorrenza tra Ancona e Patrasso a 20 ore contro le 27 del servizio più veloce proposto dalla concorrenza e le oltre 30 ore della maggior parte delle altre compagnie. L'aspetto della velocità fu enfatizzato anche a livello di immagine: le navi avrebbero operato con il marchio Superfast e gli scafi dipinti di rosso, per richiamare la Ferrari. Anche se la maggior parte degli spazi interni era dedicata al trasporto di mezzi pesanti (il cui traffico via nave in Adriatico era cresciuto per via dello scoppio della guerra nei Balcani), l'allestimento degli spazi dedicati ai passeggeri fu comunque mantenuto su standard elevati. La Superfast I entrò in servizio il 15 aprile 1995, mentre la Superfast II effettuò il suo viaggio inaugurale l'11 giugno.
Nonostante la mancanza di adeguate infrastrutture portuali impedisse l'utilizzo della celata di prua, con un conseguente aumento dei tempi di imbarco e sbarco degli automezzi in porto e quindi del tempo totale di viaggio, il servizio ebbe molto successo soprattutto per il trasporto di merci. Nel loro primo anno di servizio, le due navi trasportarono 220 000 passeggeri e 50 000 automobili, acquisendo subito una quota importante di mercato. Un anno dopo l'entrata in servizio delle prime due navi, la compagnia ordinò ai cantieri finlandesi Kværner Masa Yards una seconda coppia di gemelle, battezzate Superfast III e Superfast IV e capaci di raggiungere velocità maggiori rispetto alle altre due unità, in modo da compensare le carenze nelle infrastrutture portuali in Adriatico. I due nuovi traghetti entrarono in servizio sul collegamento diretto Ancona - Patrasso nei primi mesi del 1998, mentre la prima coppia di gemelle fu spostata su una nuova linea Bari - Igoumenitsa - Patrasso. Nel 1998 le quattro navi della Superfast trasportarono il 22,7% dei passeggeri e il 25,4% dei veicoli commerciali in viaggio tra Italia e Grecia, lasciando le quote rimanenti ai 35 traghetti della concorrenza. Le compagnie rivali furono costrette a rimodernare profondamente le proprie flotte per adeguare i loro servizi ai nuovi standard; le compagnie non in grado di operare in questo senso videro molto ridotta o addirittura azzerata la propria presenza sul mercato.

### L'espansione nel Nord Europa

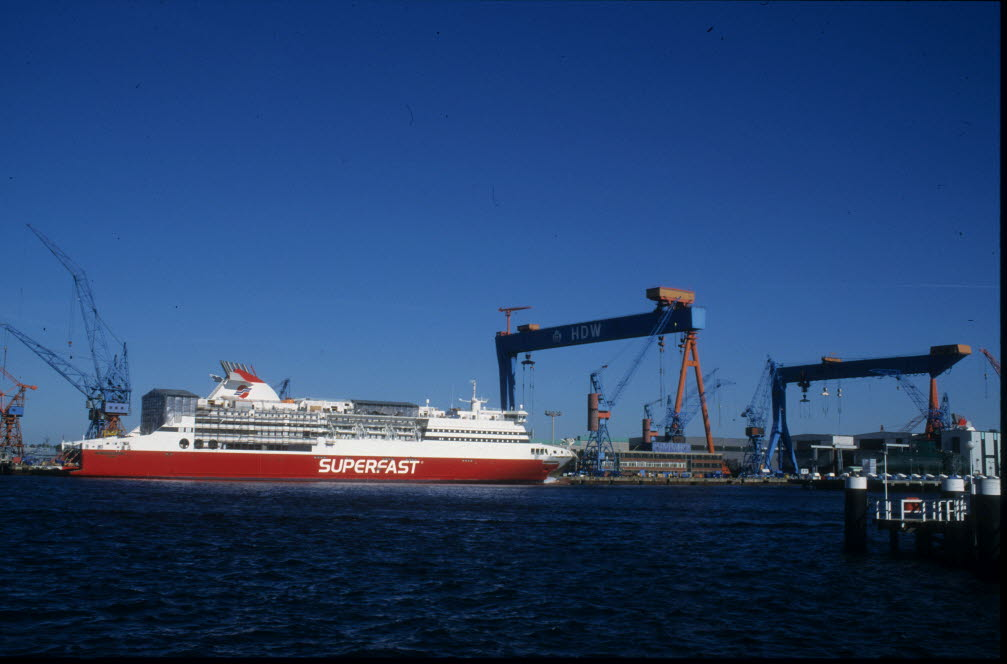
La Superfast V in costruzione presso i cantieri Howaldtswerke-Deutsche Werft, maggio 2000.

Il successo delle prime quattro navi spinse la compagnia a espandersi ulteriormente. Nel luglio 1998 fu deciso di ordinare quattro traghetti ai cantieri Howaldtswerke-Deutsche Werft (HDW) di Kiel, due destinati a effettuare il collegamento Ancona - Patrasso con uno scalo aggiuntivo a Igoumenitsa e due pensati per un nuovo collegamento tra Italia, Grecia e Turchia. Tuttavia, questo secondo piano fu scartato per via di un deterioramento nei rapporti tra Grecia e Turchia. Nel marzo 1999 la compagnia decise quindi di destinare due delle nuove unità a nuove rotte in Nord Europa, e in particolare a un collegamento tra Finlandia e Germania, già esercitato dalla Finnlines con il traghetto veloce Finnjet e dei più lenti traghetti merci. Sempre a marzo 1999 fu esercitata un'opzione per la costruzione di altre due navi, da utilizzare per un collegamento tra Germania e Svezia, portando il totale delle nuove costruzioni a sei. Oltre all'acquisto di nuove navi, la compagnia si espanse anche acquisendo compagnie rivali: nell'agosto 1999 la Attica Enterprises acquistò una quota della Strintzis Lines, compagnia fondata nel 1897 e attiva da decenni in Adriatico; in seguito la Strintzis Line fu rinominata Blue Star Ferries.
Nel novembre 1999 nel garage della Superfast III si sviluppò un incendio, nel quale persero la vita 14 clandestini di origine curda. La nave riportò danni estesi e fu sottoposta a tre mesi di riparazioni presso i cantieri Blohm & Voss di Amburgo.
Nei primi mesi del 2001 la Superfast V e la Superfast VI, le prime delle sei navi ordinate presso i cantieri HDW, entrarono in servizio tra Ancona, Igoumenitsa e Patrasso. La costruzione della prima delle due navi fu problematica: l'unità si rivelò più pesante del previsto, fattore che ne penalizzava i consumi, e la consegna fu ritardata per via di problemi ai riduttori. Nel maggio 2001 la Superfast VII inaugurò la prima linea nel Nord Europa per la compagnia, entrando in servizio tra Hanko (Finlandia) e Rostock (Germania), collegamento sul quale fu raggiunta due mesi più tardi dalla Superfast VIII. Nello stesso periodo la Superfast ordinò un'ulteriore coppia di gemelle al Flender Werft di Lubecca, inizialmente destinate ad aprire una nuova linea tra Scozia e Belgio, con scali a Rosyth e Zeebrugge. Nel gennaio 2002 la Superfast IX entrò in servizio, aprendo il collegamento tra Rostock e Södertälje (Svezia). La linea si rivelò meno redditizia del previsto e fu chiusa dopo appena quattro mesi: la Superfast IX e la gemella Superfast X furono quindi impiegate per aprire il collegamento tra Rosyth e Zeebrugge, mentre la coppia di unità in costruzione presso il Flender Werft (Superfast XI e Superfast XII) furono messe in servizio tra Ancona, Igoumenitsa e Patrasso in sostituzione delle Superfast III e Superfast IV, vendute alla australiana Transport of Tasmania.

### Cambio di proprietà e riduzione della flotta
Negli anni seguenti, il traffico via mare di merci e passeggeri in Adriatico calò per vari fattori, tra i quali l'aumento del costo del carburante, la ricostruzione delle infrastrutture terrestri nei Balcani e, successivamente, la crisi economica greca. La compagnia iniziò di conseguenza a ridurre la flotta: nel giugno 2003 la Superfast II fu venduta alla TT Line, mentre l'anno seguente la Superfast I fu venduta all'italiana Grimaldi Lines. Nell'aprile 2006 la linea Hanko - Rostock e le navi Superfast VII, Superfast VIII e Superfast IX furono cedute all'estone Tallink. Pochi mesi più tardi la Superfast X fu venduta alla SNCM, con consegna nel gennaio 2007, venendo sostituita sul collegamento Zeebrugge - Rosyth sul quale operava dalla Blue Star 1, appartenente all'altra compagnia di proprietà di Attica Group, la Blue Star Ferries.
Nel settembre 2007 la famiglia Panagopulos cedette le proprie quote della Attica al Marfin Investment Group. La nuova proprietà riorganizzò il gruppo: a settembre 2008 le rotte in Nord Europa furono chiuse definitivamente e a dicembre dello stesso anno Blue Star Ferries e Superfast Ferries furono fuse in un'unica compagnia, la Attica Holdings S.A. Nel frattempo, la Superfast comprò una coppia di navi gemelle in costruzione presso i Nuovi Cantieri Apuania per la Grimaldi Holding. Le navi, maggiormente orientate al traffico merci e più lente di quelle ordinate fino a quel momento dalla compagnia, furono battezzate Superfast I e Superfast II e furono messe in servizio tra Bari, Igoumenitsa e Patrasso rispettivamente a ottobre 2008 e ottobre 2009.
Le altre quattro unità in forza alla compagnia, Superfast V, Superfast VI, Superfast XI e Superfast XII, rimanevano in servizio tra Ancona, Igoumenitsa e Patrasso, ma furono progressivamente vendute o spostate su altre rotte. Nel marzo 2009 la Superfast XII fu trasferita sui collegamenti tra il Pireo e Creta, mentre nel dicembre dello stesso anno la Superfast V fu ceduta alla Brittany Ferries, con consegna prevista per l'anno seguente. Nel 2011 il Gruppo Attica siglò un accordo con la Anek Lines per operare congiuntamente sui collegamenti in Adriatico e per Creta, che fu rinnovato negli anni seguenti. Nel 2013 fu il turno della Superfast VI a essere ceduta, in questo caso al gruppo Genting. Nel 2017 invece la Superfast XII, che negli anni precedenti aveva alternato servizio nell'Adriatico e nell'Egeo, fu ceduta alla Grimaldi Lines con consegna prevista nel maggio 2018. La flotta con marchio Superfast si ridusse quindi a tre navi, Superfast I e Superfast II in servizio tra Bari, Igoumenitsa e Patrasso e la Superfast XI utilizzata sulla linea da Ancona.
Nel 2024, in seguito all'acquisizione da parte dell'Attica Group della compagnia di navigazione cretese Anek Lines, le navi di quest'ultima che operavano in Adriatico (Olympic Champion ed Hellenic Spirit) passarono alla livrea Superfast diventando rispettivamente Superfast III e Superfast IV. Nello stesso anno, fu annunciata la costruzione di due unità E-Flexer (Che verranno noleggiate da Stena RoRo) in Cina (traghetti ro-ro con stazza sopra le 40 000 tonnellate, con consegna prevista nel 2027.

## Rotte

### Italia - Grecia

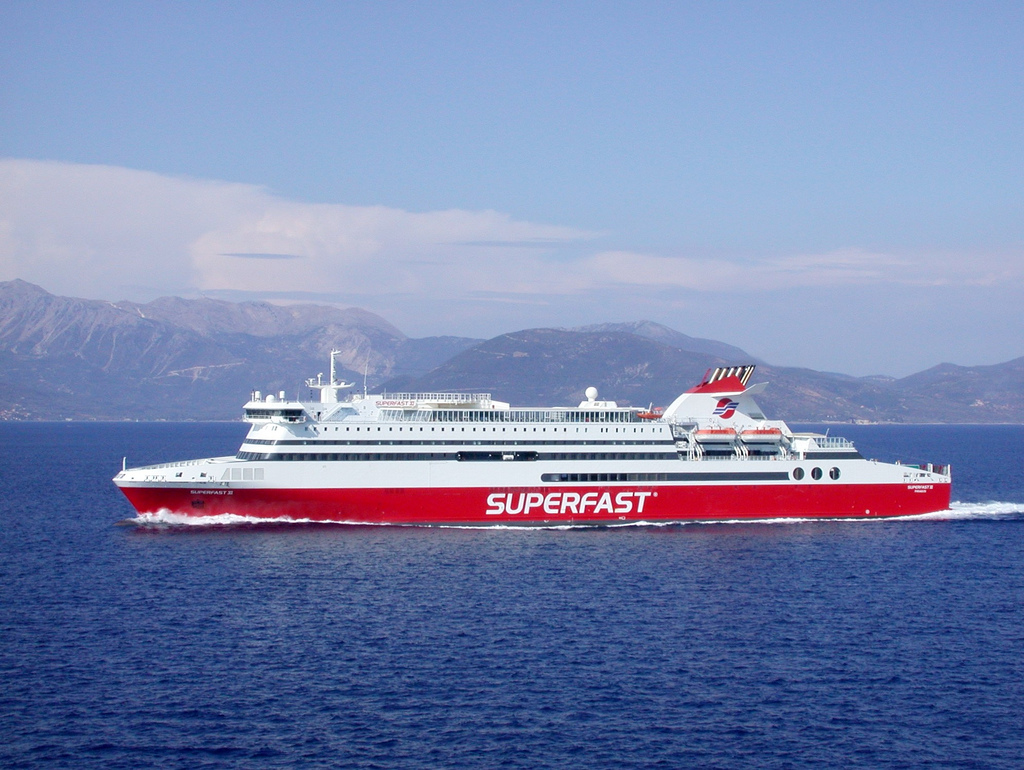
La Superfast XI in navigazione nel 2006.

- Ancona ↔ Patrasso
- Ancona ↔ Igoumenitsa
- Bari ↔ Patrasso
- Bari ↔ Igoumenitsa
- Venezia ↔ Patrasso

## La flotta
Al 2025 la flotta è composta dai seguenti traghetti passeggeri
| Nome          | Rotta                        | Lunghezza (m) | Stazza T.S.L. | Passeggeri | Auto / m.l. | Velocità in Nodi | Costruzione                                          | Note                     |
| ------------- | ---------------------------- | ------------- | ------------- | ---------- | ----------- | ---------------- | ---------------------------------------------------- | ------------------------ |
| Akka          | Patrasso-Igoumenitsa-Venezia | 190           | 36.468        | 744        | 300/2640    | 22               | 2001,SSW Fähr und Spezialschiffbau GmbH, Bremerhaven | Noleggiata da TT-Line    |
| Superfast I   | Bari-Igoumenitsa-Patrasso    | 199           | 24 950        | 950        | 600 / 2600  | 24               | 2008, Nuovi Cantieri Apuania, Italia                 |                          |
| Superfast II  | Bari-Igoumenitsa-Patrasso    | 199           | 24 950        | 950        | 600 / 2600  | 24               | 2009 Nuovi Cantieri Apuania, Italia                  |                          |
| Ariadne       | Ancona-Igoumenitsa           | 195,95        | 13 957        | 1845       | 700/2050    | 24,9             | 1996 Mitsubishi Heavy Industries, Giappone           |                          |
| Superfast IV  | Ancona-Igoumenitsa-Patrasso  | 204           | 32 694        | 1850       | 654 / 2200  | 30               | 2000 Landskrona, Svezia                              |                          |
| Superfast III | Ancona-Igoumenitsa-Patrasso  | 204           | 32 694        | 1850       | 654 / 2200  | 30               | 2000 Landskrona, Svezia                              |                          |
| Superfast XI  | Ancona-Igoumenitsa-Patrasso  | 200           | 30 900        | 1640       | 900 / 1900  | 29               | 2002 Flender Werft, Germania                         |                          |
| Lefka Ori     | Ancona-Igoumenitsa-Patrasso  | 187,1         | 27 320        | 1488       | 780 / 1850  | 23               | 1987 Mitsubishi Heavy Industries, Giappone           | Noleggiata da Anek Lines |

## Flotta del passato
| Nome           | Immagine | Stazza (t.s.l.) | Passeggeri | Auto  | Velocità | Anno costruzione | Anni di servizio per Superfast Ferries | Note                                                                 |
| -------------- | -------- | --------------- | ---------- | ----- | -------- | ---------------- | -------------------------------------- | -------------------------------------------------------------------- |
| Superfast I    |          | 23 663          | 1.400      | 830   | 27,9     | 1995             | 1995-2004                              | dal 2008 Skania della Unity Line                                     |
| Superfast II   |          | 23 663          | 1.400      | 830   | 27,9     | 1995             | 1995-2003                              | dal 2006 Mega Express Four della Corsica Ferries - Sardinia Ferries. |
| Superfast III  |          | 29 067          | 1.400      | 832   | 28,5     | 1998             | 1998-2002                              | dal 2002 Spirit of Tasmania II della Transport of Tasmania.          |
| Superfast IV   |          | 29 067          | 1.400      | 832   | 28,5     | 1998             | 1998-2002                              | dal 2002 Spirit of Tasmania I della Transport of Tasmania.           |
| Superfast V    |          | 32 728          | 1.608      | 1.000 | 28       | 2001             | 2001-2010                              | dal 2022 GNV Spirit per Grandi Navi Veloci.                          |
| Superfast VI   |          | 32 728          | 1.608      | 1.000 | 28,9     | 2001             | 2001-2013                              | dal 2021 Europa Palace per Grimaldi Minoan Lines.                    |
| Superfast VII  |          | 30 285          | 626        | 661   | 28,9     | 2001             | 2001-2006                              | dal 2011 Stena Superfast VII per Stena Line.                         |
| Superfast VIII |          | 30 285          | 626        | 661   | 28,9     | 2001             | 2001-2006                              | dal 2011 Stena Superfast VIII per Stena Line.                        |
| Superfast IX   |          | 30 285          | 626        | 661   | 28,9     | 2002             | 2002-2006                              | dal 2024 Superfast IX per Tallink                                    |
| Superfast X    |          | 30 551          | 1.200      | 480   | 28,6     | 2002             | 2002-2007                              | Dal 2020 A Nepita per Corsica Linea                                  |
| Superfast XII  |          | 30 902          | 1.527      | 653   | 28,6     | 2002             | 2002-2018                              | dal 2018 Cruise Ausonia per Grimaldi Lines                           |
| Asterion II    |          | 31 084          | 594        | 151   | 22       | 1990             | 2022-2024                              | In servizio per Anek Lines                                           |